# Szabó Rebeka
Szabó Rebeka Katalin (Budapest, 1977. november 20.) magyar biológus, ökológus és politikus. Kutatási területe a növényökológia és az ökológiai restauráció. 2009-ben a Lehet Más a Politika egyik alapítója, 2009 és 2010 között az országos választmány tagja. 2010-től országgyűlési képviselő. 2013-tól az újonnan alakult Párbeszéd Magyarországért alapító tagja, 2014-től Zugló alpolgármestere.

## Élete
1996-ban érettségizett az ELTE Radnóti Miklós Gyakorlóiskolában, majd felvették az ELTE Természettudományi Kar (ELTE-TTK) biológia szakára, ahol evolúcióbiológia, ökológia és szisztematika szakirányú képzésben vett részt. 2001-ben szerzett biológusdiplomát. Ezt követően az ENSZ Mezőgazdasági és Élelmezési Világszervezete megbízásából metaadatbázist épített a közép-kelet-európai megbízottként. 2002 áprilisában az MTA Ökológiai és Botanikai Kutatóintézet (ÖBKI) ökológiai restaurációs kutatócsoportjához került, ahol korábban a szakdolgozati munkáját is végezte. 2002-ben felvették az ELTE TTK Biológia Doktori Iskolájába, ahol 2005-ben szerzett abszolutóriumot. Ebben az időszakban kurzusokat tartott növényrendszertanból. Ezt követően visszatért az ÖBKI-be tudományos segédmunkatársi beosztásban. Itt gyakorlati természetvédelmi kutatásokkal kezdett el foglalkozni. Tagja a Magyar Biológiai Társaságnak és a Nemzetközi Konzervációbiológiai Társaságnak.

## Politikai pályafutása
2008-ban a Lehet Más a Politika társadalmi kezdeményezés egyik résztvevője, majd alapító tagja volt az ebből kialakult megegyező nevű pártnak, ahol megválasztották a pártot irányító országos választmány egyik tagjává. Utóbbi tisztségét 2010 júniusáig töltötte be. A 2010-es országgyűlési választáson a párt országos listájáról szerzett mandátumot. (Emellett a párt Bács-Kiskun megyei területi listájának tagja volt.) Az Országgyűlésben a Mezőgazdasági bizottságnak tagja, illetve a bizottság megújuló energiával foglalkozó albizottságának elnöke lett. A 2010-es önkormányzati választáson egyéni jelöltként indult Zuglóban.
2013-ban 7 másik képviselővel együtt kilépett az LMP frakciójából és alapító tagja lett a Párbeszéd Magyarországért pártnak.
A 2022-es magyarországi országgyűlési választáson összellenzéki jelöltként a Párbeszéd Magyarországért színeiben indult Pest megyei 10. sz. országgyűlési egyéni választókerületben, miután az előválasztás győztese, Gér Mihály visszalépett, de nem sikerült egyéniben nyernie.
Karácsony Gergely visszalépése után ő került a parlamentbe az Egységben Magyarországért listájáról.

## Tudományos munkássága
Fő kutatási területei a növényökológia, az ökológiai restauráció, a gyakorlati természetvédelmi kérdések, valamint a fenntartható fejlődés.
Foglalkozik a nyílt homoki gyep rontott területeken való restaurációjával, a felhagyott szántók úgynevezett másodlagos szukcessziójával és restaurációs lehetőségeivel, valamint száraz gyepek természetvédelmi szempontú kezelésével. Ezenkívül növényi tulajdonságok adatbázisainak alkalmazását is kutatta. Több mint 15 tudományos közlemény szerzője vagy társszerzője. Munkáit magyar és angol nyelven adja közre.